# Dictyna moctezuma
Dictyna moctezuma là một loài nhện trong họ Dictynidae.
Loài này thuộc chi Dictyna. Dictyna moctezuma được Willis J. Gertsch & Michael Davis miêu tả năm 1942.